# Václav Zapadlík
–
Václav Zapadlík (23. září 1943 v Praze – 21. srpna 2018 v Praze) byl český malíř a ilustrátor, specializovaný na kreslení a malování historických automobilů, zejména z doby do 50. let 20. století. Byl také autorem poštovních známek s touto tematikou.

## Život a dílo
Vynikal přesným zobrazením všech technických detailů, jeho „portréty“ starých vozů však nejsou jen technicky dokonalé, mají i svou poesii, které Zapadlík dosahuje mj. zachycenými odlesky světla na chromovaných karoseriích. Ve svém oboru nemá ve světě konkurenci, vzhledem ke svému zaměření je ovšem známější mezi fanoušky automobilových veteránů než v uměleckých kruzích. Jeho dílům jsou věnovány stálé expozice v několika zahraničních muzeích, zejména v USA. Spolupracoval také s muzeem automobilů Blackhawk Automotive Museum v Danville v Kalifornii. Sám navrhl několik funkčních karoserií v dobovém stylu automobilů ze 30. let 20. století.
V dětství pomáhal v otcově autoservisu, což ovlivnilo jeho zájem a smysl pro technické detaily. Vyučil se však truhlářem. Projevoval zájem také o hudbu a výtvarné umění. V 70. letech dvacátého století začal své kresby aut otiskovat v časopisech Automobil a Svět motorů. Teprve v 90. letech dvacátého století začalo být jeho umění známé i v zahraničí. Václav Zapadlík měl ve své tvorbě také krátké období abstrakce.
Česká pošta vydává od roku 2012 podle jeho návrhů známky, kterých do roku 2016 vyšlo zatím 23, a to ve známkových sešitcích Světová auta, Česká auta a Škoda.

## Výstavy
- 1969 Automobily jazzového věku, Jazzklub Parnas Praha
- 1973 České historické automobily, Národní technické muzeum Praha
- 1976 Best Car in the World, galerie Pipper, Groningen, Nizozemí
- 1985 Automobily a motocykly, galerie Blaník, Olching, Německo
- 1996 One Man Show, Pebble Beach, USA
- 1997 Retromobile Paris
- 1998 Auto Štangl – Salon Volvo Praha, Retromobile Paris
- 2000 Mezinárodní autosalon Brno
- 2001 Auto Štangl – Retro Prague, Průmyslový palác Praha
- 2002 – 2008 Retro Prague
- 2009 Bugatti, Národní automobilové muzeum Mylhúzy, Francie[4]